# Francisca (filme)
Francisca é um filme português, realizado por Manoel de Oliveira, no ano de 1981. É baseado na obra Fanny Owen de Agustina Bessa-Luís.

## Elenco[1]
- Teresa Menezes - Francisca Owen (Fanny)
- Diogo Dória - José Augusto
- Mário Barroso - Camilo
- Francisco Brás
- Nuno Carinhas - Marcelino de Matos
- João Bénard da Costa - Duarte de Almeida
- Isabel de Castro
- Manuela de Freitas - Raquel
- Glória de Matos - Rita Owen
- Alexandre Brandão de Melo - Raimundo
- Lia Gama - D. Josefa
- João Guedes - Marques
- Cecília Guimarães - Judite
- Adelaide João - Clotilde
- Teresa Madruga - Franzina (frágil)
- Rui Mendes - Manuel Negrão
- António Caldeira Pires - José de Melo
- Sílvia Rato - Maria Owen
- Paulo Rocha - Médico
- Laura Soveral
- Eduardo Viana - Vieira de Castro
- José Wallenstein - Hugo Owen